# زیبای خطرناک
زیبای خطرناک فیلمی به کارگردانی  و نویسندگی سالار عشقی ساختهٔ سال ۱۳۴۶ است.

## بازیگران
- آفت
- اکبر هاشمی
- ریحانه
- حسین امیرفضلی